# 西今町 (津山市)
西今町（にしいままち）は岡山県津山市にある地名。郵便番号は708-0046。

## 地理
吉井川に注ぐ藺田川の西に位置する。西は西寺町、北は小田中、東は宮脇町、南新座、南は西寺町に接する。なお対となる東今町などは津山市内には存在しない。

## 歴史

### 沿革
- 1889年6月1日 - 町村制施行により、津山城下町の西今町他、宮川以西の町が合併して西北条郡津山町となる。
- 1900年4月1日 - 津山町が東南条郡津山東町を編入するとともに、西北条郡が西西条郡、東南条郡、東北条郡と合併し、苫田郡津山町となる。
- 1923年4月1日 - 苫田郡林田村が町制・改称、津山東町となる。
- 1929年2月11日 - 津山町が周辺の町村と合併し、市制施行し、津山市となる。

## 世帯数と人口
2021年（令和3年）1月1日現在の世帯数と人口は以下の通りである。
| 町丁   | 世帯数 | 人口  |
| ------ | ------ | ----- |
| 西今町 | 72世帯 | 142人 |

## 小・中学校の学区
市立小・中学校に通う場合、学区は以下の通りとなる。
| 番地 | 小学校           | 中学校               |
| ---- | ---------------- | -------------------- |
| 全域 | 津山市立西小学校 | 津山市立津山西中学校 |

## 交通
国道、県道は走っていない。

## 施設

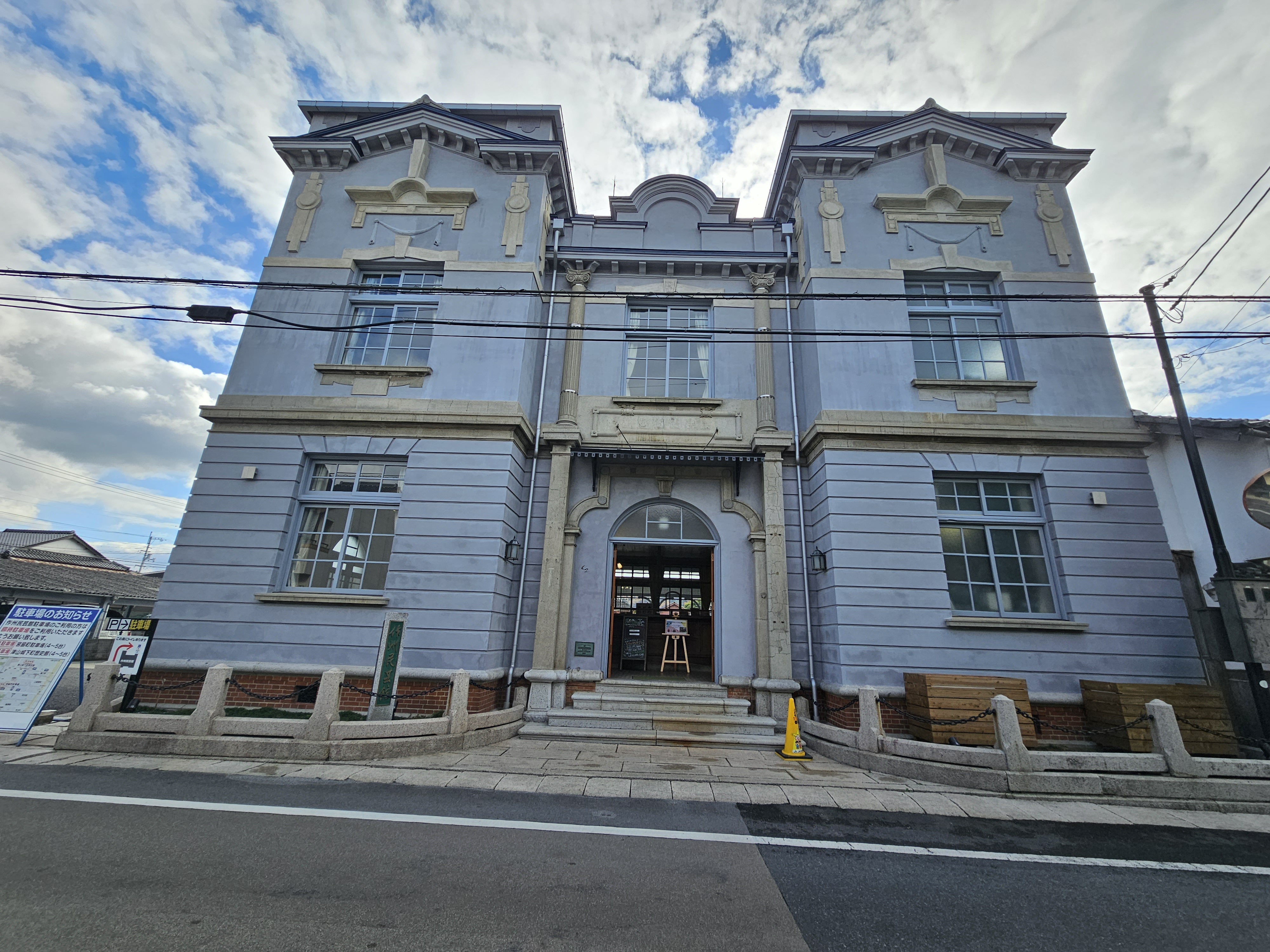
作州民芸館
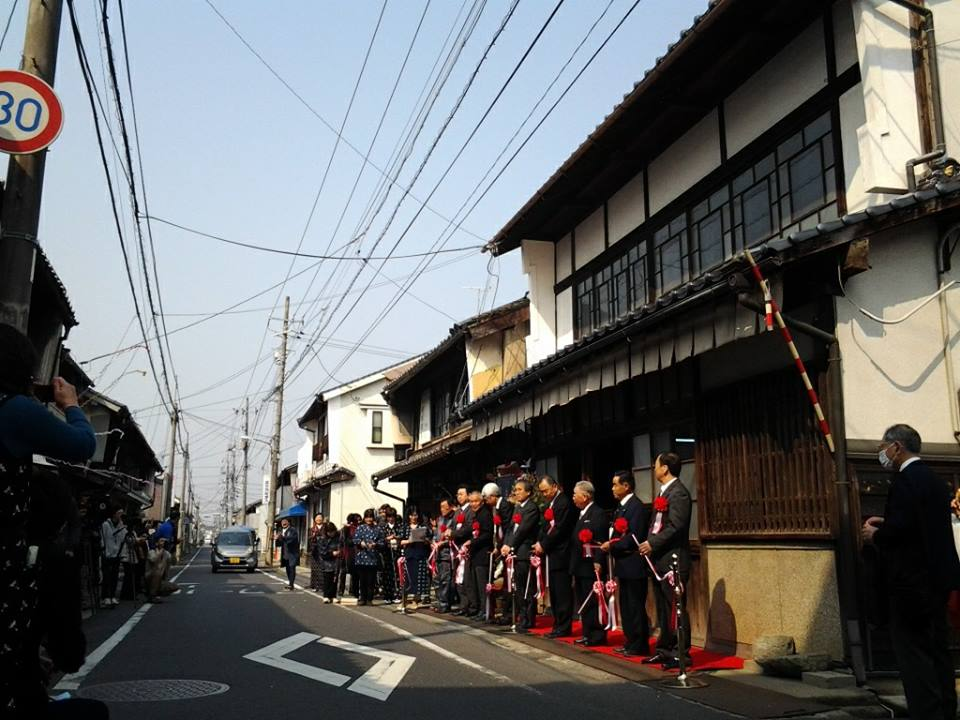
作州絣工芸館
- 津山市城西伝統的建造物群保存地区

- 作州民芸館
- 作州絣工芸館